# Вуд, Джордж Тайлер
Джордж Та́йлер Вуд (англ. George Tyler Wood; 12 марта 1795, округ Рандолф, Джорджия — 3 сентября 1858, Пойнт-Бланк, Техас) — 2-й губернатор Техаса, член демократической партии.

## Биография
Джордж Тайлер Вуд родился 12 марта в округе Рандолф штата Джорджия. Отец Джорджа скончался, когда тому было пять лет. В 19 лет Вуд собрал роту добровольцев для участия в Крикской войне. Во время деловой поездки в 1837 году в городе Милледжвилл Вуд повстречался с молодой вдовой Мартой Гиндрэт. 19 сентября того же года они поженились. Марта родила Вуду двоих детей. В 1837—1838 годах Вуд был членом Генеральной ассамблеи Джорджии. В 1839 году Вуд с семьёй переехали в республику Техас. Они поселились недалеко от нынешнего города Пойнт-Бланк. Там Вуд разбил плантацию. В 1841 году Джордж Вуд избрался в Палату представителей республики Техас от округа Либерти. В 1845 году в рамках процесса присоединения Техаса к США он от округа Либерти участвовал в конституционном конвенте. По вхождении Техаса в союз Вуд вошёл в Сенат штата. Когда разразилась Американо-мексиканская война, он ушёл в отставку и в ранге полковника возглавил второй техасский добровольческий горный полк. Вуд участвовал в том числе в битве при Монтеррее.

### Губернаторство
В 1847 году губернатор Техаса Хендерсон решил не избираться на следующий срок. Среди желающих занять его пост велась ожесточённая предвыборная гонка. Ключевым вопросом было решение проблемы долга Техаса. За месяц до дня выборов один из фаворитов, ван Зандт (англ.) скончался от жёлтой лихорадки. Его сторонники решили поддержать Вуда, что в результате привело к его победе.
В качестве решения проблемы долга Вуд предложил продавать землю правительству США. Легислатура это предложение не поддержала. В конечном итоге Вуд ввёл должности бухгалтера и ревизора, ответственных за точный расчёт задолженности.
Перед администрацией Вуда также стояла проблема статуса территории Нью-Мексико. Техас считал земли Нью-Мексико своими, что шло вразрез с мнением правительства США. Чтобы упрочить свою позицию по этому вопросу, легислатура Техаса создала округ Санта-Фе и учредила 11-й судебный округ. В ответ на это в новый округ были высланы федеральные войска.
Ещё одной проблемой, с которой пришлось иметь дело Вуду, было непропорциональное распределение представителей округов в правительстве штата. Несмотря на протест со стороны северо-восточных округов, легислатура Техаса произвела перераспределение числа представителей в пользу прибрежных и центральных округов.
21 февраля 1848 года Вуд председательствовал на съезде Демократической партии США в Техасе. В 1849 году он выставил свою кандидатуру в губернаторских выборах, но проиграл Питеру Беллу.
Впоследствии Вуд участвовал в губернаторских выборах 1853 и 1855 годов, но проиграл и их. Он скончался 3 сентября 1858 года в возрасте 63 лет.
В честь губернатора Вуда получил своё название округ Вуд в Техасе.